# Harold Jeffreys
Sir Harold Jeffreys, FRS (22 tháng 4 năm 1891 – 18 thảng, 1989) là một nhà toán học, thống kê học, địa vật lý học, và nhà thiên văn học. Quyển sách của ông Lý thuyết xác suất, được xuất bản đầu tiên năm 1939, đã đóng vai trò quan trọng trong sự hồi sinh của quan điểm của Bayesian về xác suất.

## Giáo dục
Jeffreys sinh tại Fatfield, Washington, Quận Durham, Anh. Ông học tại Armstrong College ở Newcastle upon Tyne, sau đó theo học Đại học Durham, và University of London External Programme.